# Myrioblephara feraria
Myrioblephara feraria är en fjärilsart som beskrevs av Walker 1866. Myrioblephara feraria ingår i släktet Myrioblephara och familjen mätare. Inga underarter finns listade i Catalogue of Life.